# 張世度
張世度，五胡十六国前凉敦煌人。
張世度幼年时以孝顺礼让著称。游学到京师，遇到中原大瘟疫，乡人宗族死在京城有数十人。張世度当时十六岁，收恤殡葬，当时的有识之士都称赞他。